# 沃爾沃思 (紐約州普查規定居民點)
沃爾沃思（英語：Walworth）是位於美國紐約州韋恩縣的普查規定居民點。

## 人口
根據2020年美國人口普查的數據，沃爾沃思的面積為3.80平方千米，皆為陸地。當地共有人口917人，而人口密度為每平方千米241.32人。